# Карпищево (Смоленская область)
Карпищево — деревня в Тёмкинском районе Смоленской области России. Входит в состав Вязищенского сельского поселения. По состоянию на 2007 год постоянного населения не имеет. 
Расположена в восточной части области в 3 км к югу от Тёмкина, в 25 км севернее автодороги Р132 Вязьма — Калуга — Тула — Рязань. В 5 км севернее деревни расположена железнодорожная станция Тёмкино на линии Вязьма — Калуга. 

## История
В годы Великой Отечественной войны деревня была оккупирована гитлеровскими войсками в октябре 1941 года, освобождена в марте 1943 года.